# Casal Català dels Hostalets de Pierola
El casal Català dels Hostalets de Pierola és un edifici dels Hostalets de Pierola (Anoia) protegit com a bé cultural d'interès local.

## Descripció
És un conjunt format per diverses edificacions d'una sola planta: cafè-saló, teatre, dependències i terrassa. Destaca per la seva gran alçada i amb façana al carrer i al jardí, el cos central. Totes les façanes d'aquest conjunt són decorades amb esgrafiats de temàtiques diverses i amb motius al·legòrics al casal. Destaca el gran sòcol de pedra que forma també la tanca del jardí i enllaça amb el de la casa del número 28. Els angles de l'edifici es coronen amb gerres de terracota. El projecte original no es va portar del tot a terme.

## Història
El 1918 es fundà la societat "Unió Regionalista Hostalenca". El 1924, els propietaris Cucurella, Subirats, Vallès i Oriols amb persones de la societat acorden fer un local essent els propietaris abans esmentats els promotors de l'obra. El 1926 en el mes de juliol s'inaugura el casal.
El 1960 es fan obres d'agençament i es canvia el nom pel de "Centre Cultural Recreatiu Casal Català". El 1966 la societat comprà el casal.